# Ликийская тропа
Ликийская тропа (тур. Likya Yolu) — протяжённый маршрут в Турции, проходящий вдоль части средиземноморского побережья древней Ликии, и соединяющий Фетхие с Гейкбаири, что рядом с Антальей.

## Описание
Тропа берёт своё название от древней цивилизации, когда-то существовавшей в этой местности. Общая протяжённость составляет около 540 км. В соответствии с европейским соглашением Grande Randonnée тропа промаркирована красно-белыми метками. Единой нитки маршрута нет; параллельно существует около дюжины маркированных троп на разной высоте и с разной сложностью. Маршруту свойственны перепады высот, по мере того как дорога спускается к морю и уходит от него. Лёгкие участки тропы находятся со стороны Фетхие, к востоку набирая сложность. Наиболее благоприятными для прохождения являются весна и осень, с февраля по май и с сентября по ноябрь. Лето в Ликии жаркое, при этом можно ходить по непротяжённым тенистым участкам. Маршрут проходит в основном по пешеходным и мульим тропам, состоящим из известняков, но также часто и из твёрдых пород.
На протяжении всей тропы встречается довольно много источников питьевой воды, отмеченных на туристических картах. Некоторые источники могут пересыхать.
В 2014 году Ликийская тропа была удлинена на 30 км от Хисарчандыра до Гейкбаири — самое популярное место для скалолазания в Турции.

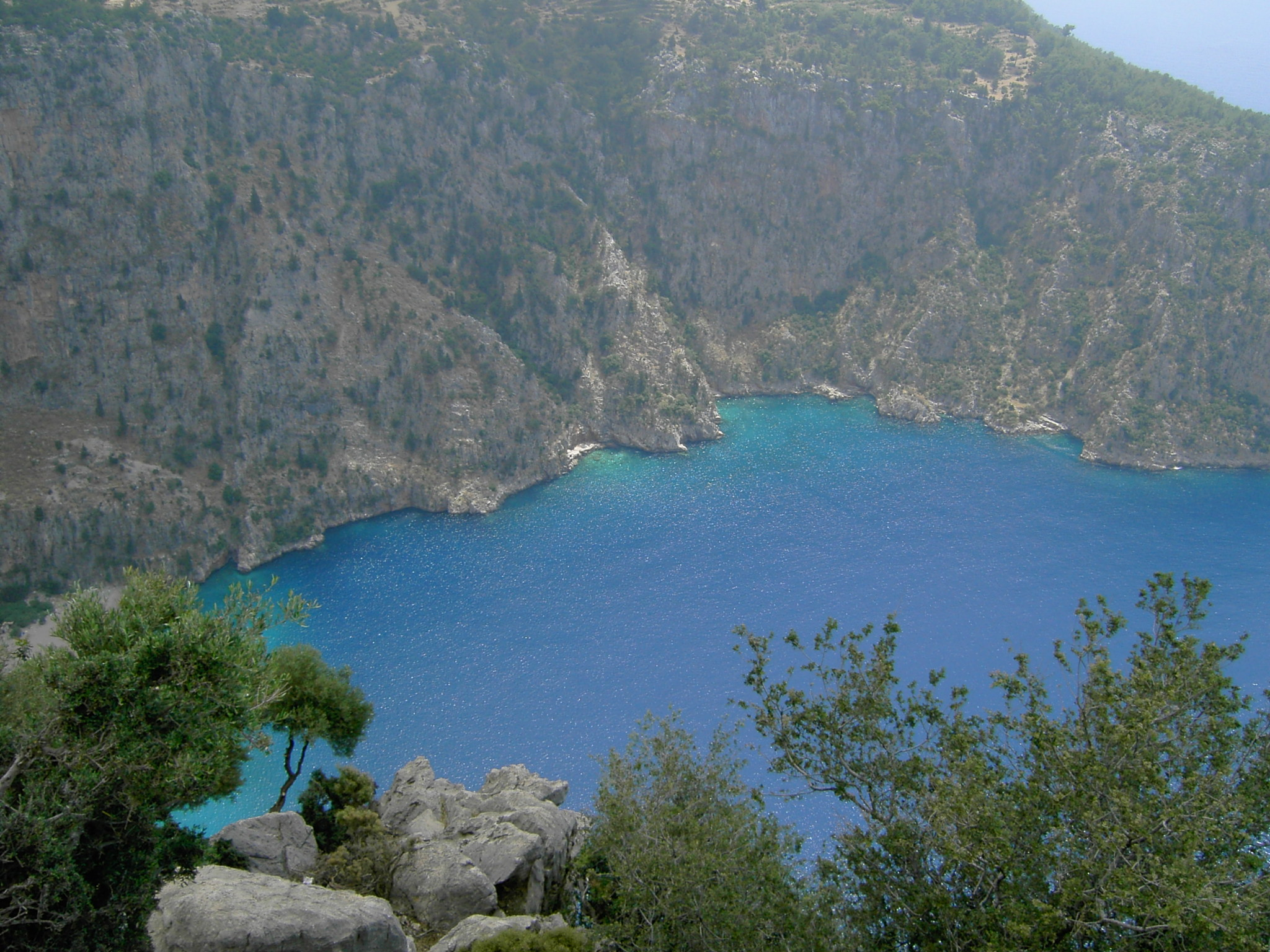
Вид с Ликийской тропы на бухту Долины Бабочек
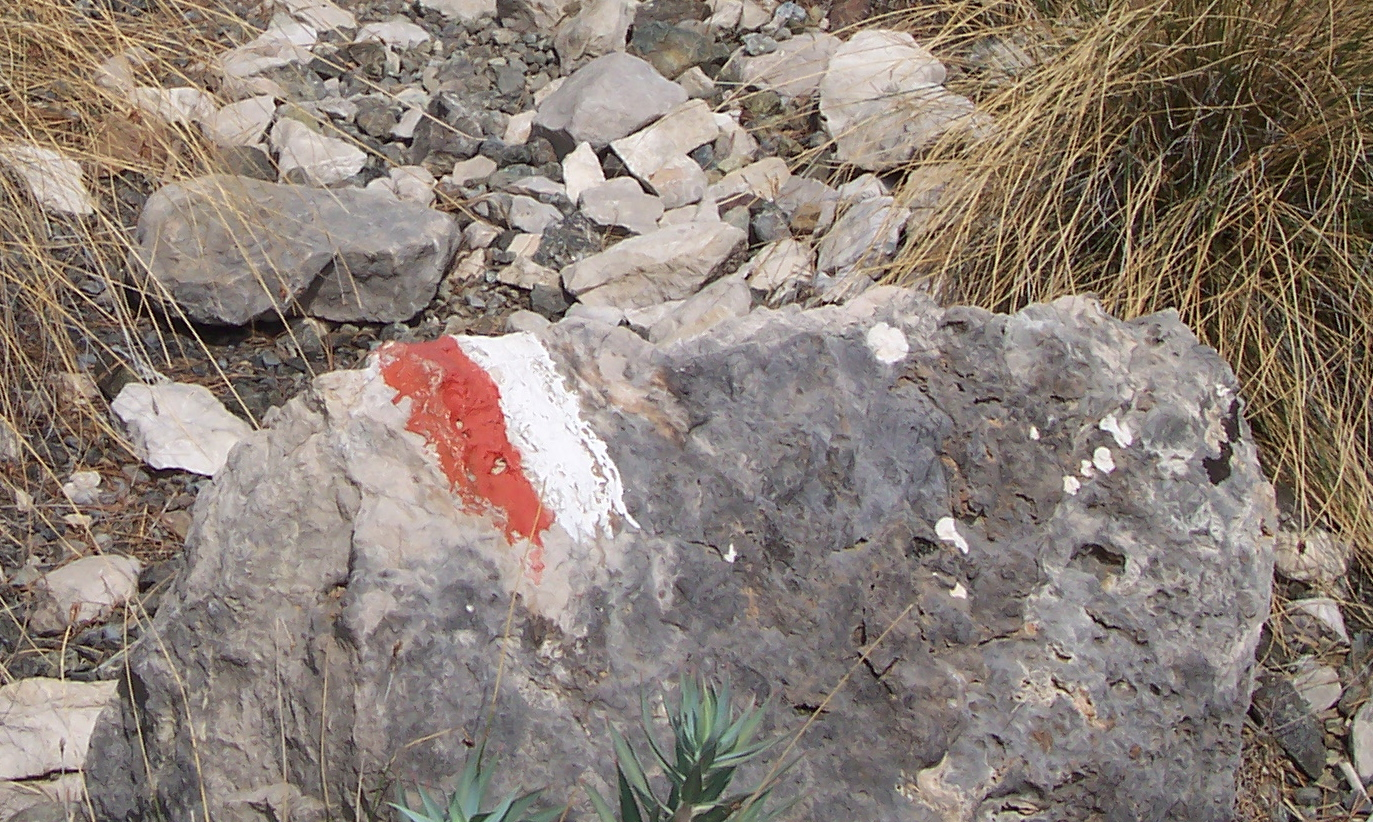
Красно-белые маркеры на тропе
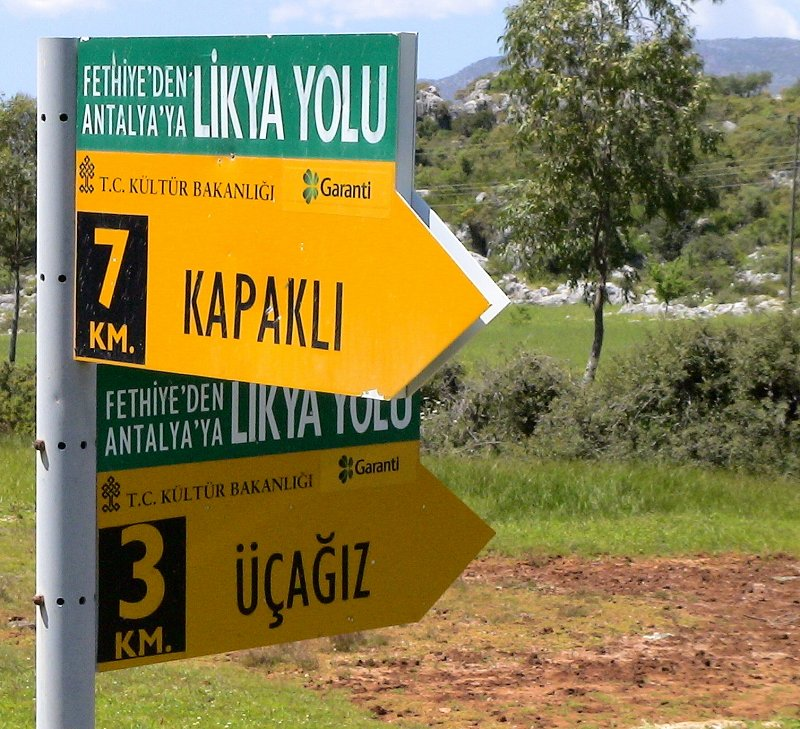
Указатели на Ликийской тропе
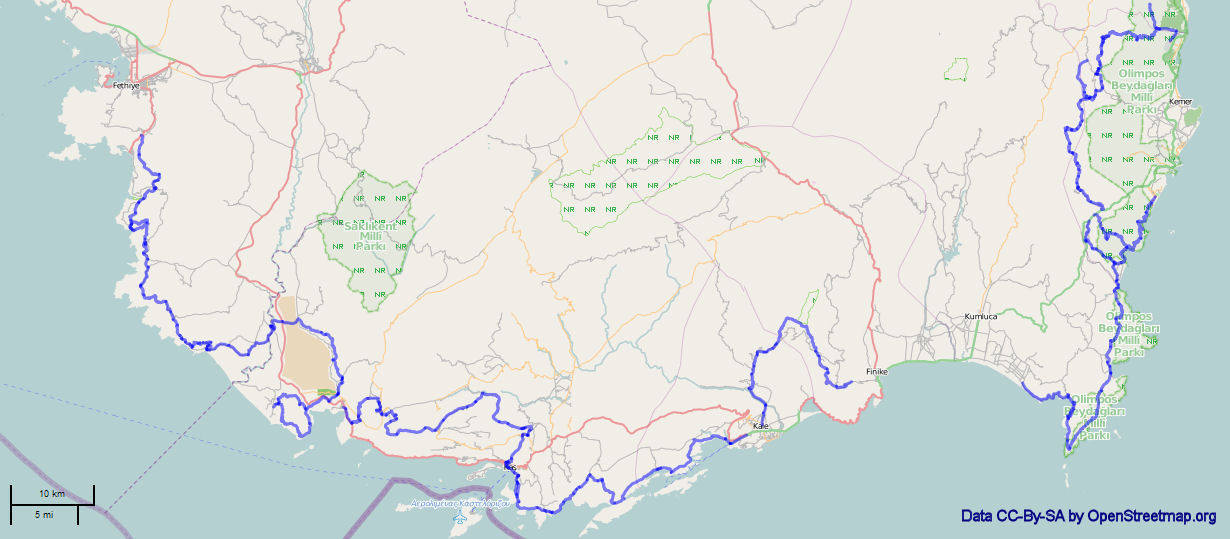
Карта Ликийской тропы

## Список населённых пунктов на тропе (неполный)
Тропа проходит через Олюдениз, Кабак, Кынык (Ксанф), Акбель, Гелемиш и руины Патары, Калкан, Каш (Антифеллос), Учагыз, Демре (Кале), Мира, Кутлуджа, Зейтин и Алакилисе. Здесь тропа достигает отметки 1811 м над уровнем моря, и идёт дальше в Белос, Финике, Кумлуджа, Мавыкенидж, Караёз, Олимпос, Чиралы.
Дальше тропа раздваивается и идёт:
1. вдоль берега: Текирова, Фаселис, Асагикуздере, яйла Гёйнюк, Хисарчандыр;
2. внутрь материка: Улупынар, Бейджик, Верхний Бейджик, яйла Куздере, Гедельме, яйла Гёйнюк, Хисарчандыр.

## Ультрамарафон
C 2010 года на маршруте Ликийской тропы проводится международный многодневный трейлраннинг-забег, именуемый Lycian Way Ultramarathon. Забег начинается в Олюденизе и проходит в восточном направлении приблизительно 220—240 км в течение 6 дней, с окончанием в Анталье.